# Copitarsia basilinea
Copitarsia basilinea là một loài bướm đêm trong họ Noctuidae.